# 豐田汽車車款列表

豐田logo

此条目介绍的是丰田汽车至今生产的所有车型，其中一部分车型并没有使用丰田汽车的logo。

## 現有车型

### SUV
- Toyota Aygo X
- 丰田bZ4X
- 豐田Corolla Cross
- 丰田陆地巡洋舰
- 豐田RAV4（1994年迄今）
- 丰田Yaris Cross

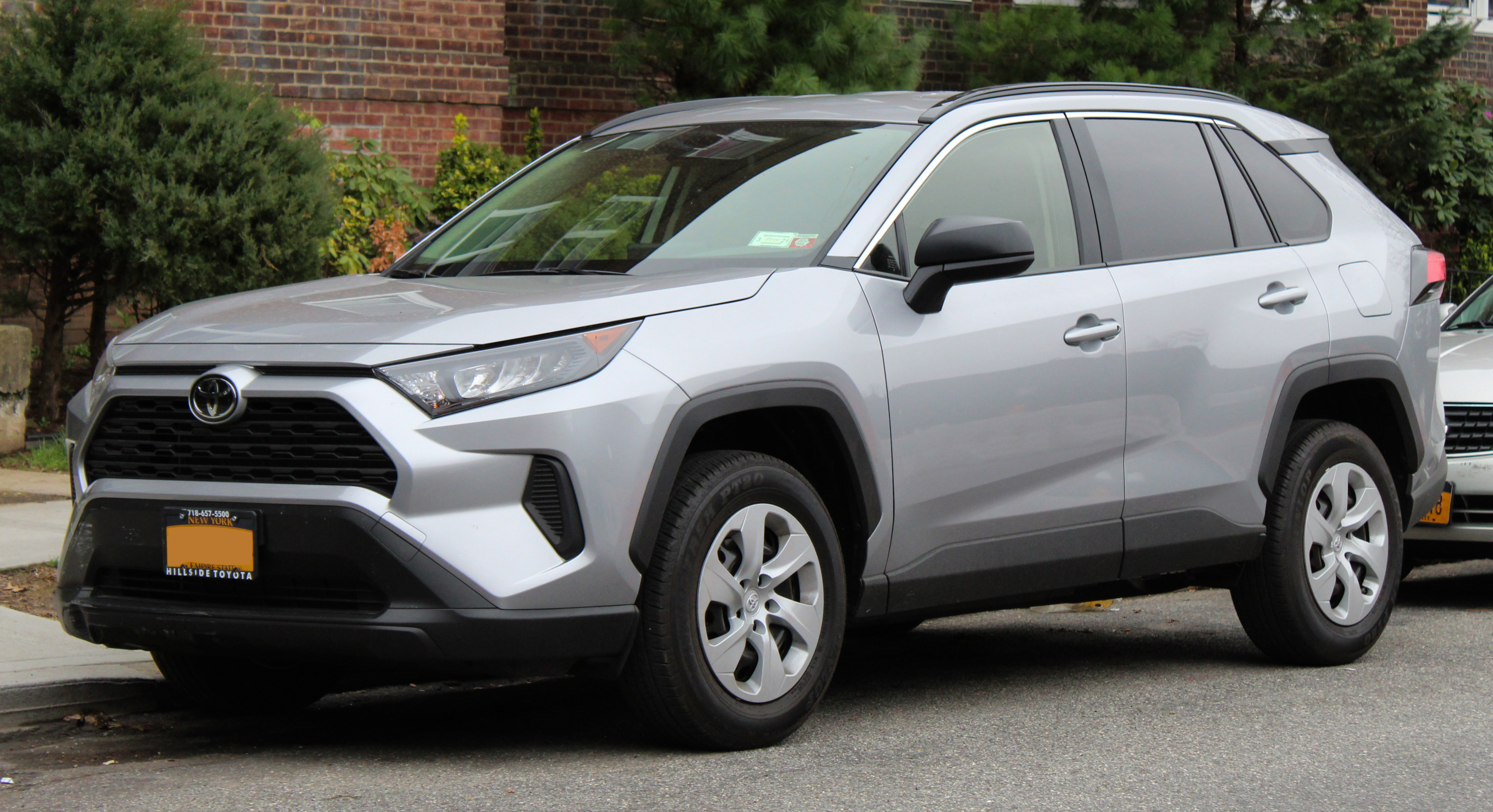
豐田RAV4

- 豐田4Runner（1984年至今，日本又名Toyota Hilux Surf）
- Toyota Fortuner
- Toyota Sequoia
- 豐田C-HR
- 豐田Harrier（1997年至今，又名雷克萨斯RX（1997年-2013年车型））
- 豐田Highlander
- 豐田Prado
- 丰田Raize
- 豐田Rush

### 跑車

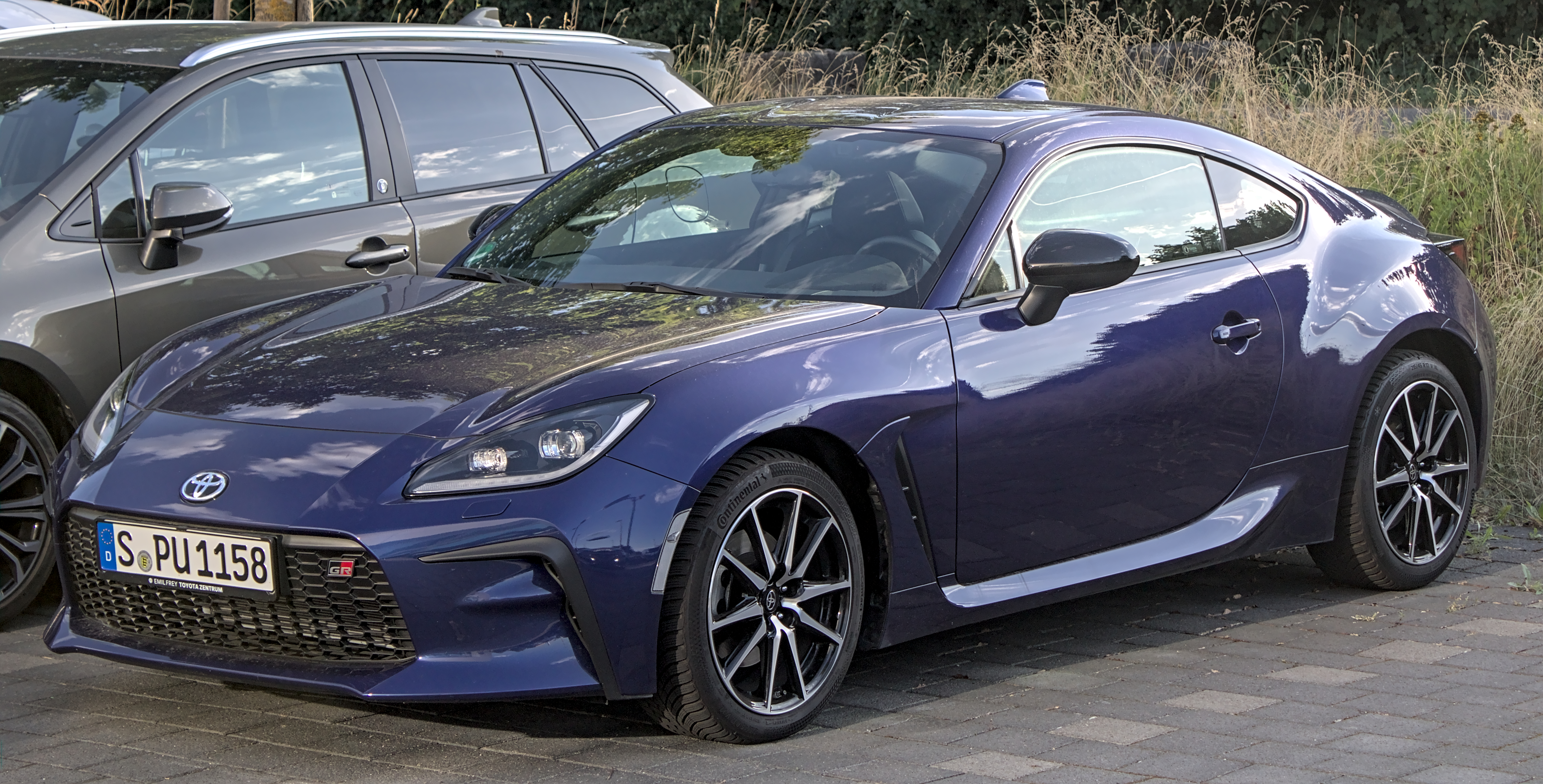
豐田86

- 豐田86（2012年至今，又名斯巴鲁BRZ/Scion FR-S）
- 豐田Supra（1979年-2002年/2019年-至今）

### 轎車

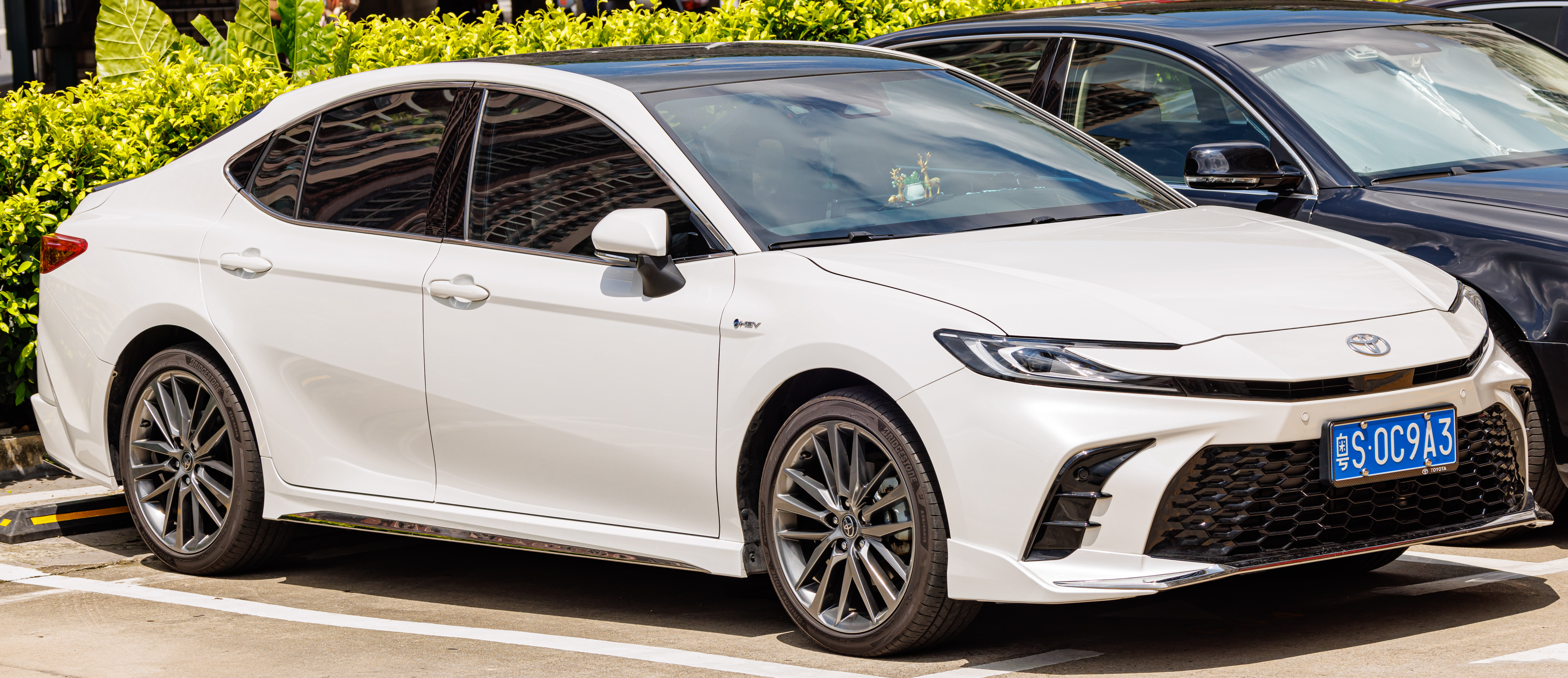
豐田Camry

- 豐田Avalon（1995年至今，2000年-2004年间在日本又名Toyota Pronard）
- Toyota bZ3
- 丰田凯美瑞（1982年至今，1982年-1996年间在日本市场又名丰田Scepter/丰田Vista）
- Toyota Century
- 丰田卡罗拉（1966年至今）
  - Toyota Allion（2001年至今）
  - 豐田Levin
- 豐田皇冠
- 豐田Mirai
- 丰田Prius（1997年迄今）
- 豐田Vios

### 掀背車

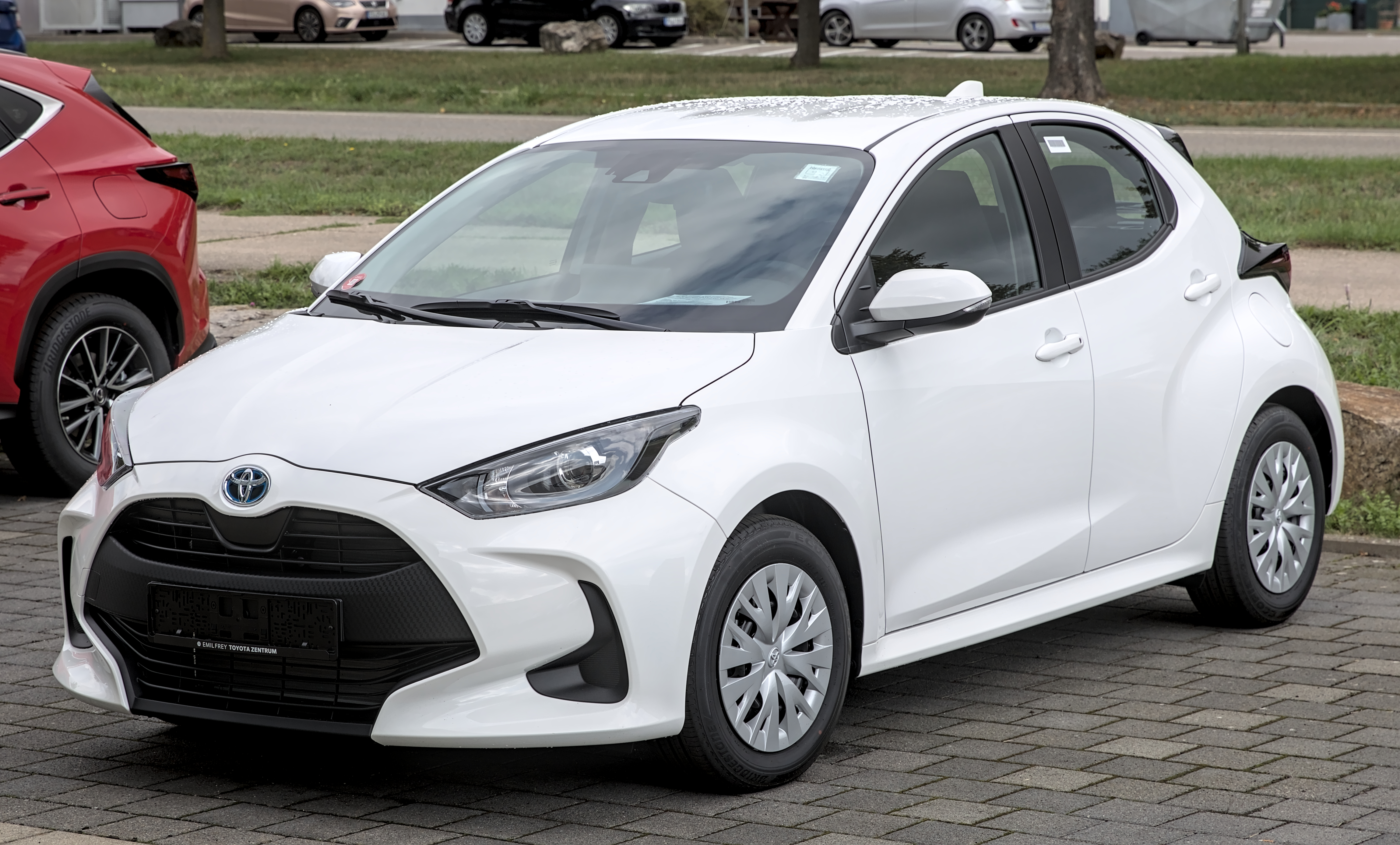
豐田Yaris

- 丰田卡罗拉（1966年至今）
- 豐田Yaris（1999年至今）
- 豐田Glanza
- 豐田Vitz

### MPV
- 豐田Alphard
- Toyota Avanza

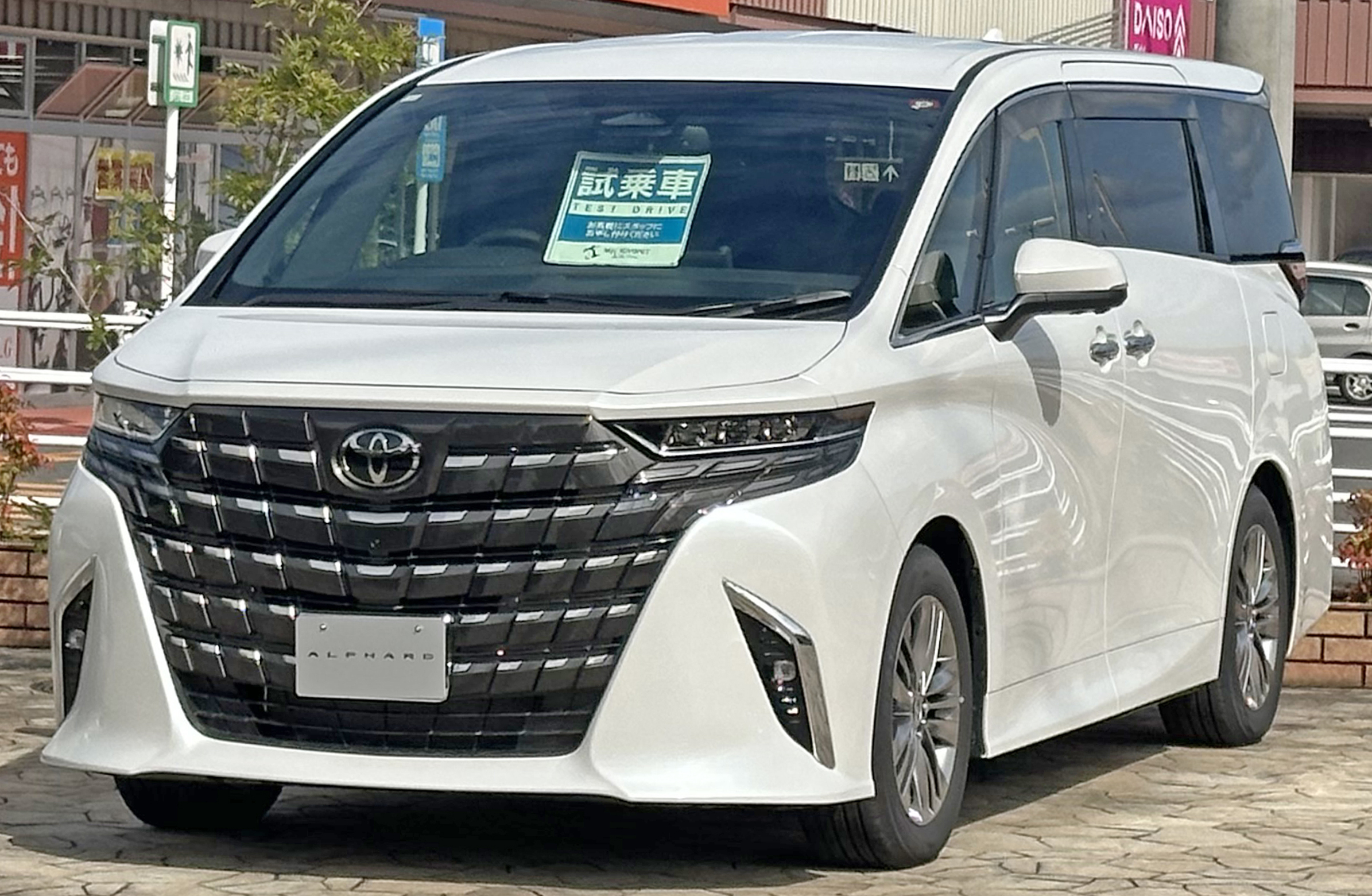
豐田Alphard

- 豐田Innova/Kijang Innova
- Toyota Noah
  - Toyota Voxy
- 豐田Rumion
- 豐田Sienna（1998年至今）
- 豐田Sienta

### 皮卡車
- 豐田Hilux
- 丰田陆地巡洋舰

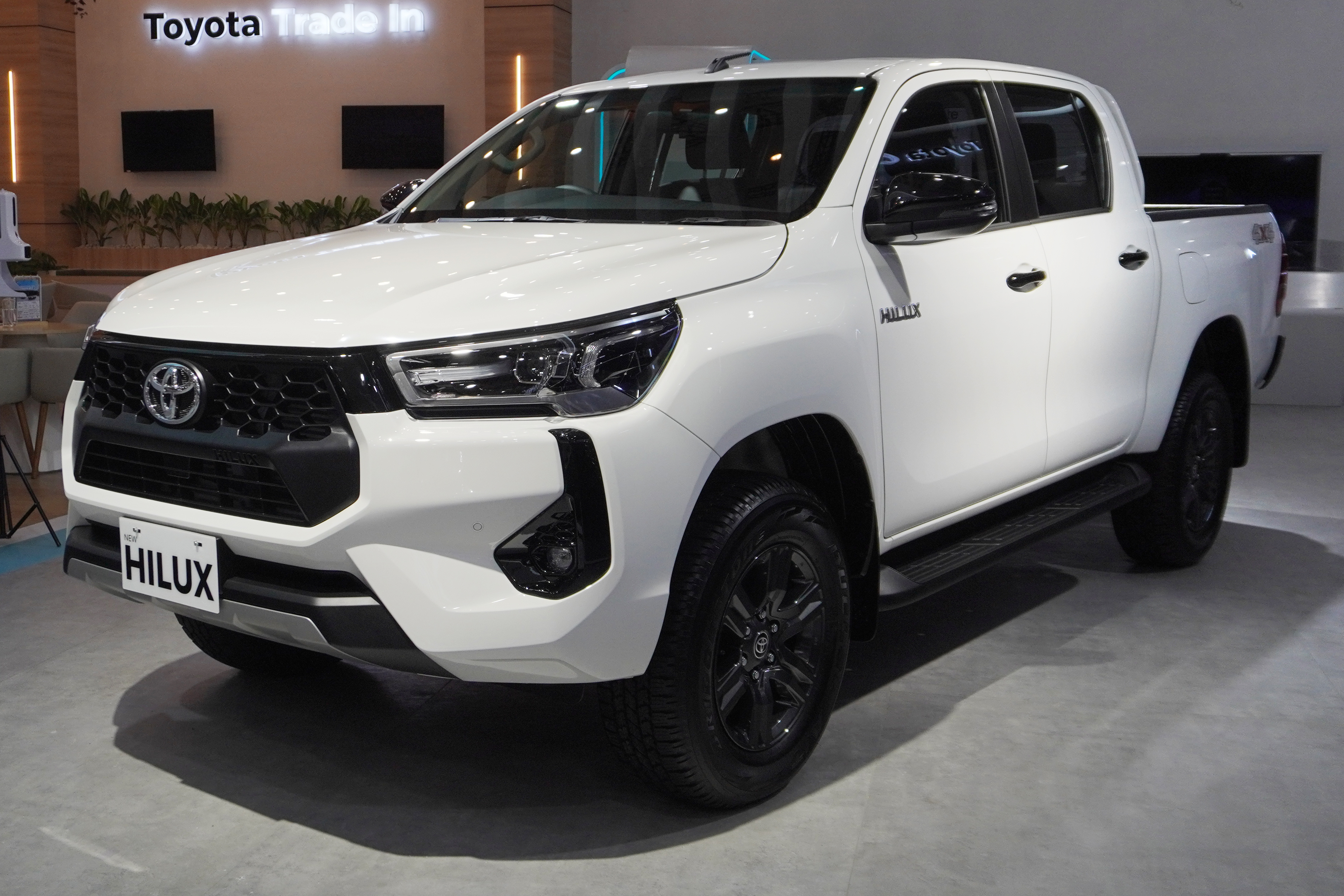
豐田Hilux

- Toyota Tacoma（1995年迄今）
- Toyota Tundra（1999年至今）

### 公車

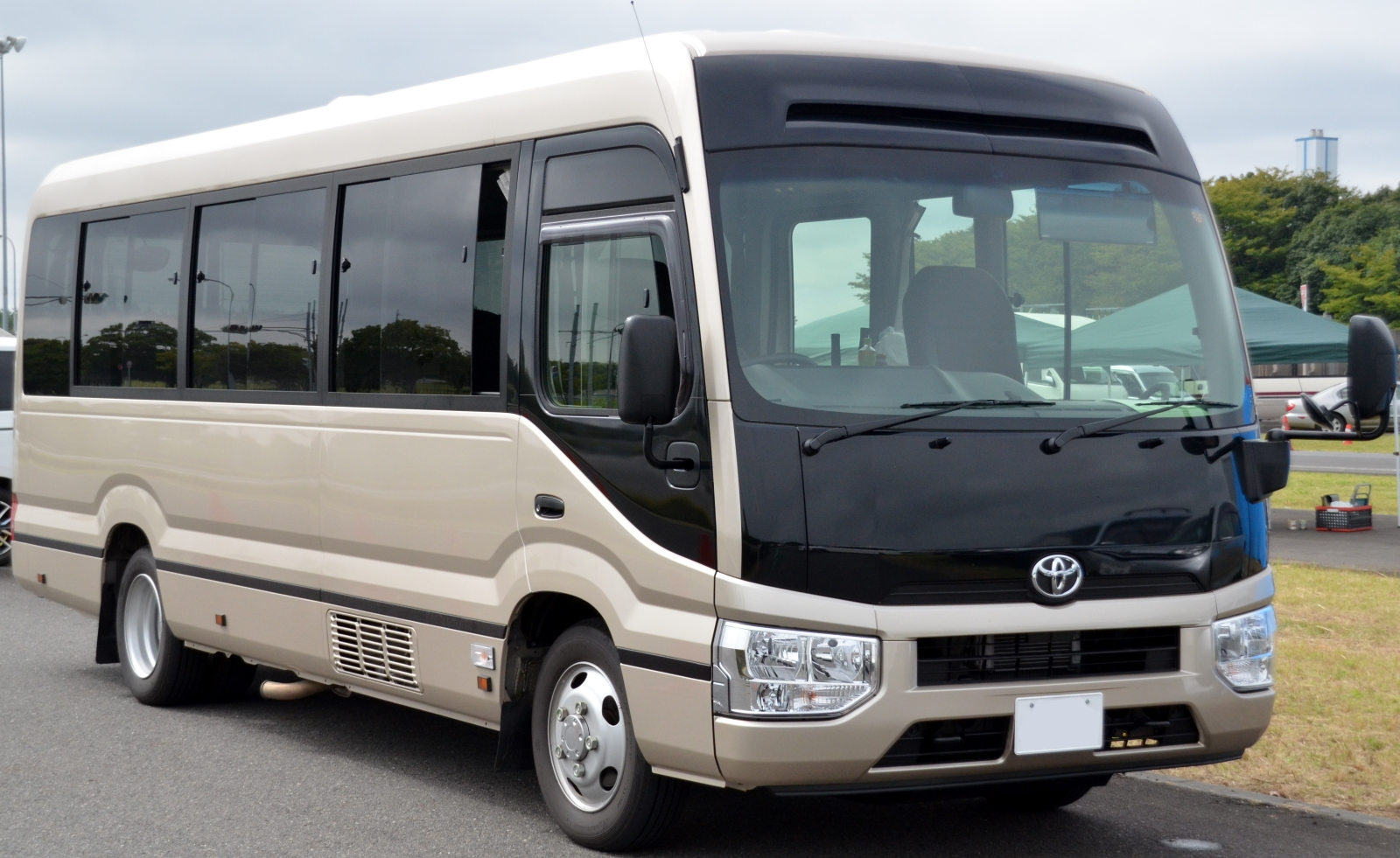
豐田Coaster

- 丰田柯斯达
- Toyota Sora

### 商用車

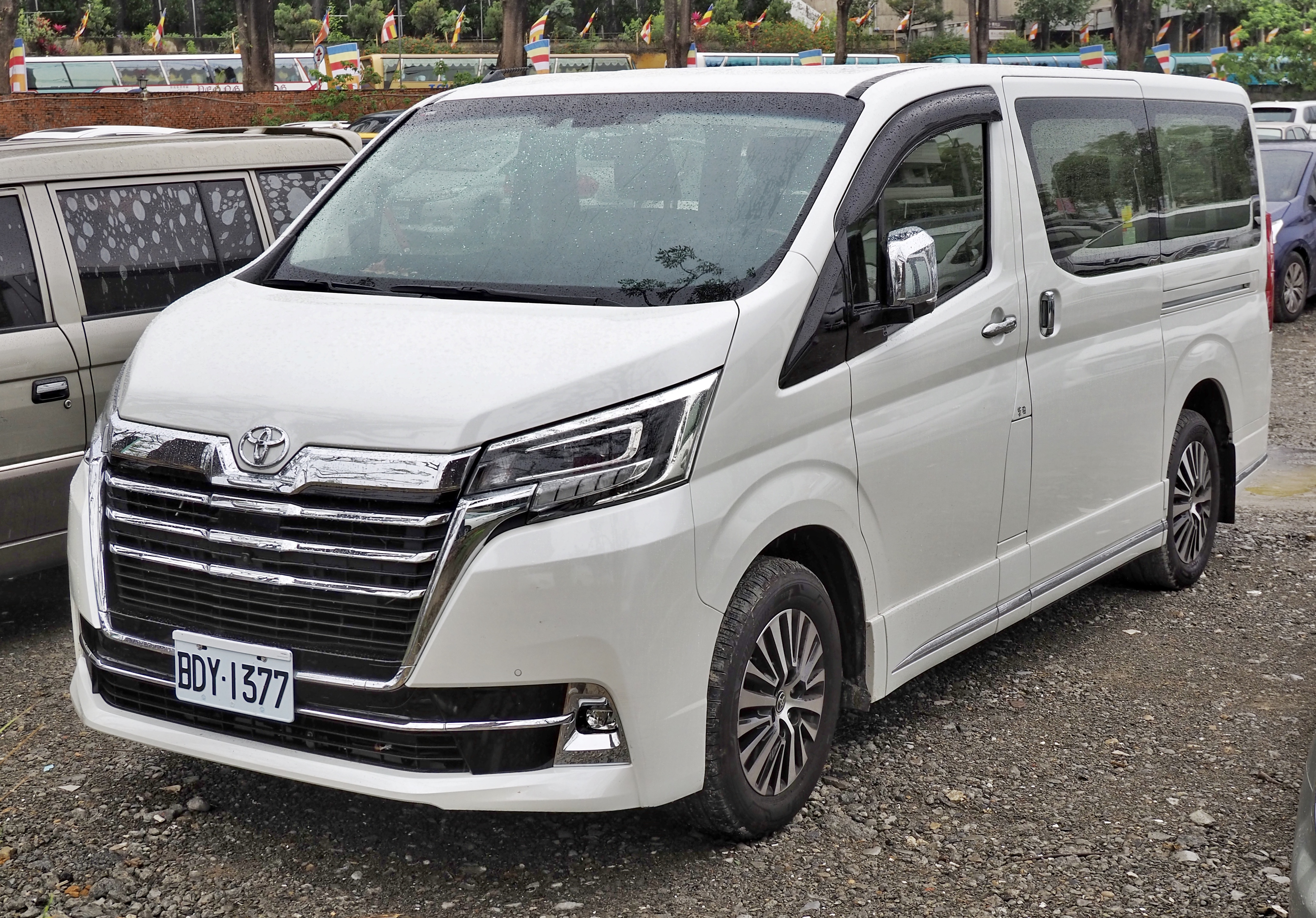
豐田Hiace/Granvia

- 豐田Dyna
- 豐田Hiace
  - 豐田Granace
- Toyota LiteAce
- Toyota Probox
- Toyota TownAce
- 豐田JPN Taxi

## 停產車型
- 丰田2000GT（1967年-1970年）
- Toyota Allex
- 丰田Altezza（1998年-2005年，又名雷克萨斯IS）
- 丰田Aristo（1991年至2005年，又名雷克萨斯GS）
- Toyota Avensis（1997年-2018年）
- 丰田Aygo（引擎與标致雪铁龙集团共用）
- 豐田bB（大發Coo和美國第一代賽揚xB（英语：Scion xB）雙生車型）
- Toyota Brevis，丰田Proges的双生车型。
- Toyota Caldina
- Toyota Cami（為Daihatsu Terios的双生车型）
- Toyota Camry Solara
- Toyota Carina
- Toyota Cavalier（1995年-2000年，为Chevrolet Cavalier的日本市场车型）
- 豐田Celica（1966年-2005年）
- 丰田Celsior（1989年-2006年，又名雷克萨斯LS）
- Toyota Chaser
- Toyota Classic
- 豐田Comfort（前称Crown Comfort，脱胎自第十代Crown车系，主要供应日本本土和香港出租车）
- 豐田Corsa
- 豐田卡罗拉 GT-S
- Toyota Corolla Verso
- 豐田Corona（1983年後以Carina II、1992年後稱為Carina E在歐洲或某些地區銷售）
- Toyota Mark II
- Toyota Cressida
- Toyota Cresta
- 豐田Crown Comfort（第十代Crown平台派生产物，专门供应日本本土、香港、新加坡出租车和日本本土公务车，后期生产型号直接把Crown的名称去掉）
- Toyota Cynos
- 豐田Hilux Surf（見豐田4Runner）
- Toyota FJ40
- Toyota FJ45
- Toyota FJ55
- Toyota FJ60
- Toyota FJ62
- Toyota FJ Cruiser（2007年-2022年，原僅在北美和中國銷售，2010年正式在日本上市）
- Toyota Fun Cargo
- Toyota Ipsum/Picnic
- 豐田iQ（Aston Martin Cygnet以它為基礎開發）
  - iQ EV
- Toyota Isis（以Wish為基礎開發）
- Toyota ist（又名Scion xA）
- Toyota Kijang（1976年-2005年间在菲律宾市场又名丰田Tamaraw/丰田Revo，1998年-2005年在马来西亚市场又名丰田Unser，在越南和台湾市场又名丰田Zace/Zace Surf，2000年-2004年在印度市场又名丰田Qualis，在南非市场又名丰田Stallion/Venture/Condor）
- Toyota Lexcen（也就是澳洲的Holden Commodore）
- 豐田皇冠馬傑斯塔（中国生产的Crown以此车为蓝本）
- 豐田Mark X（2004年-2019年，在中国大陆市场又名Reiz（锐志））
- Mark X Zio
- Toyota Matrix
- Toyota Mega Cruiser
- Toyota MiniAce
- 豐田 MR2/MR-S（1984年-2005年）
- Toyota Opa
- Toyota Origin
- Toyota Paseo
- Toyota Passo（日本市场為Daihatsu Sirion）
- Toyota Porte
- Toyota Premio
- 豐田Previa（日本市场又名Estima，澳大利亚市场又名Tarago）
- 豐田Prius c（日本市場又名Aqua）
- Toyota Progres
- Toyota Publica
- Toyota Qualis
- Toyota Ractis
- 豐田Raum
- Toyota RAV4 EV
- Toyota SA
- Toyota Sera
- Toyota Soarer（1981年-2005年，又名雷克萨斯SC）
- Toyota Starlet
- Toyota Stout
- Toyota Succeed
- Toyota T100（1993年至1998年）
- Toyota Tercel
- Toyota ToyoAce
- Toyota Van（1984年-1989年僅在北美地區發售）
- Toyota Verossa
- 逸致（已停产，Verso中規版以Corolla為基礎開發，分五人座和七人座）
- Toyota Voltz（2003年-2004年在日本发行，美国市场又名Pontiac Vibe）
- Toyota WiLL（2001年-2005年）
- 丰田Windom（1991年-2006年，又名雷克萨斯ES）
- 豐田Wish（2003年-2017年）
- 豐田Yaris Crossover

### 二战时期丰田军用卡车车型
- 豐田G1（英语：Toyota G1）
  - Toyota KB/KC Truck
  - Type 1 4x2 Toyota GB
  - GA
  - KCY（兩棲車輛）

## 概念車種
以下是部份豐田開發的概念車種
- Toyota Fine-N
- Toyota FT-SX
- Toyota FTX
- 豐田 FT-86
- Toyota i-unit
- Toyota RSC
- Toyota S-FR
- Toyota Volta
- Toyota i-unit

## 外部連結
- 豐田官方網站 （页面存档备份，存于）